# Hyundai Venue
Hyundai Venue – samochód osobowy typu crossover klasy subkompaktowej produkowany pod południowokoreańską marką Hyundai od 2019 roku.

## Historia i opis modelu

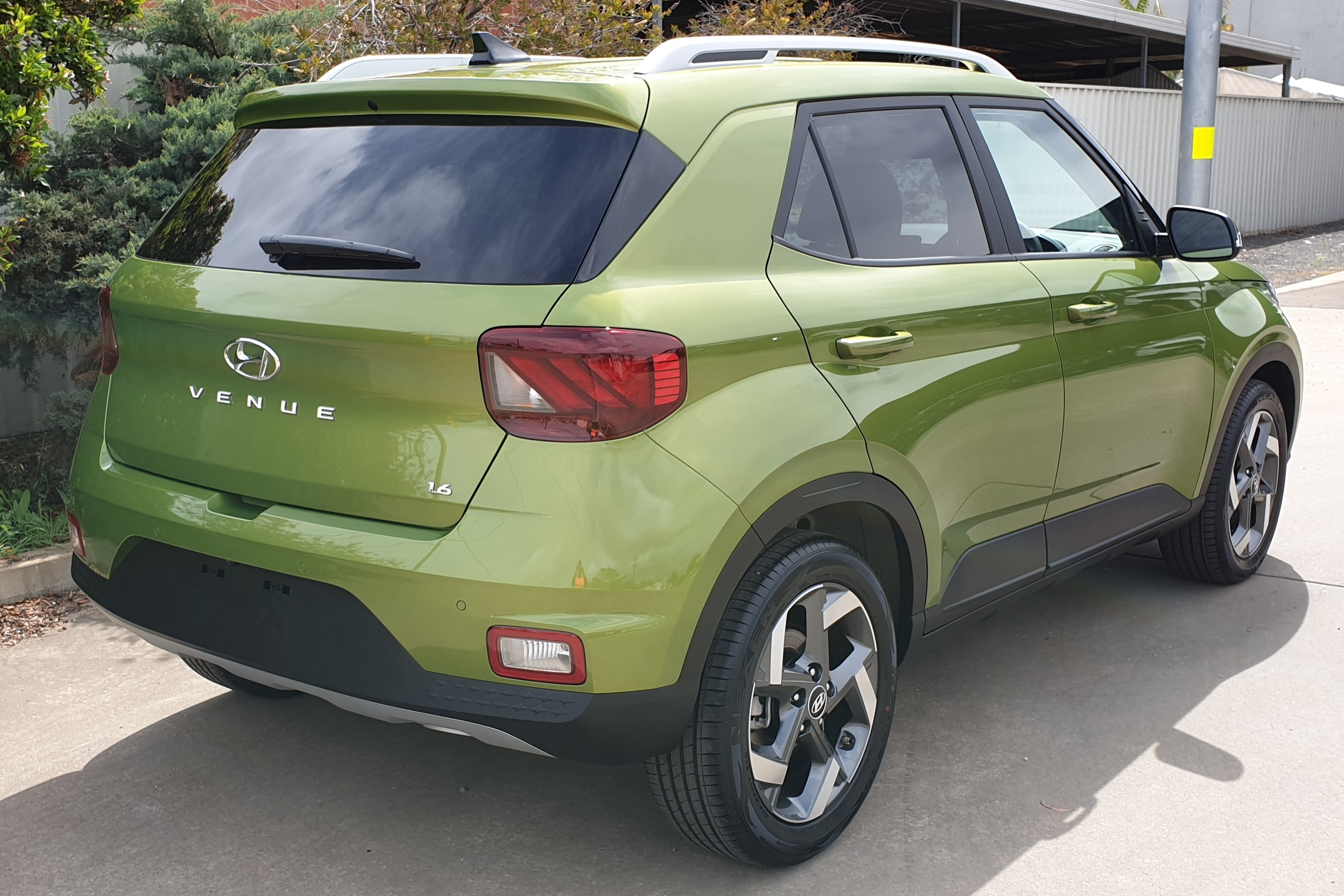
Hyundai Venue - tył

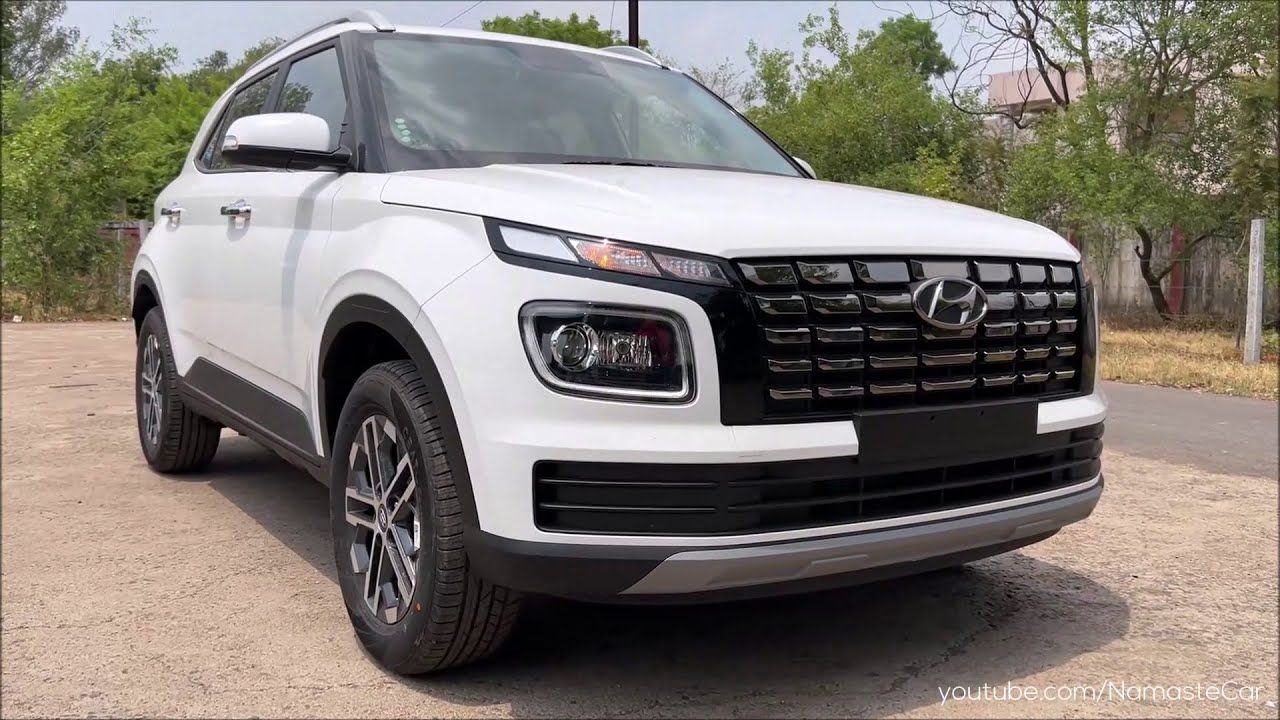
Hyundai Venue po liftingu

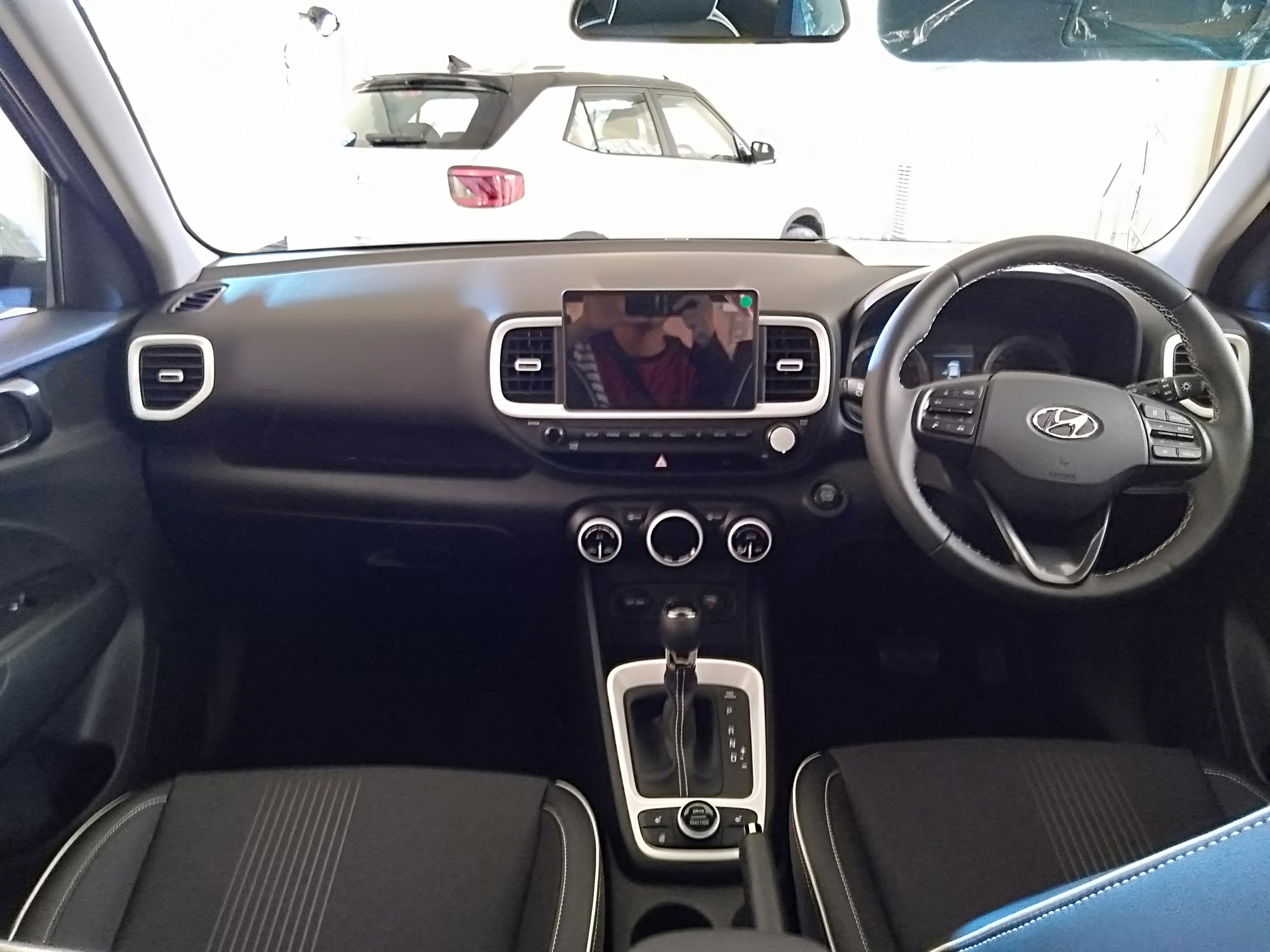
Hyundai Venue - kokpit

W czerwcu 2017 roku Hyundai zapowiedział na kolejne lata ofensywę modelową wśród crossoverów i SUV-ów, rozbudowując swoją obecność w każdym segmencie wielkości włącznie z najmniejszym modelem w ówczesnej ofercie. Elementem tego planu było przedstawienie oficjalnej zajawki nowego modelu Venue w marcu 2019 roku, którego światowy debiut odbył się w kolejnym miesiącu podczas kwietniowego New York Auto Show 2019.
Hyundai Venue uplasował się w portfolio Hyundaia jako model mniejszy od subkompaktowej Kony jako najtańszy oraz najmniejszy crossover producenta. Pod kątem stylistycznym pojazd upodobniono do większego Santa Fe, charakteryzując się dużym, sześciokątnym wlotem powietrza, a także dwupoziomowymi relektorami z agresywnie zarysowanym pasem diod LED przy krawędzi maski.
W zależności od wariantu wyposażeniowego i konfiguracji, Venue może być oferowany w jedno- lub dwubarwnym malowaniu nadwozia z charakterystycznym, białym dachem i relingami.

### Lifting
W czerwcu 2022 zadebiutował Hyundai Venue po obszernej modernizacji, która upodobniła małego crossovera do języka stylistycznego modelu Tucson. Samochód zyskał większą atrapę chłodnicy o strukturze charakterystycznych łusek, inaczej ukształtowane diody LED oraz reflektory, a także dwuczęściowe tylne reflektory połączone listwą LED. W kabinie pasażerskiej pojawiła się nowa kierownica i wzór elektronicznych zegarów, a także system multimedialny kolejnej generacji.

### Sprzedaż
Hyundai Venue został skonstruowany głównie z myślą o rynkach, gdzie z racji niewielkiego popytu nie są oferowane klasyczne, małe samochody osobowe. Poza rynkiem Stanów Zjednoczonych i Kanady, pojazd trafił także do sprzedaży w Australii i Nowej Zelandii. Ponadto, Venue sprzedawany jest też w  Indiach i Azji Wschodniej, gdzie stanowi z kolei głównie bardziej przystępną cenowo alternatywę dla większej Crety.

### Silniki
- R4 1.0l T-GDI 120 KM
- R4 1.2l 83 KM
- R4 1.6l Gamma 121 KM
- R4 1.4l CRDi 90 KM